# Santo Antônio do Caiuá
Santo Antônio do Caiuá är en kommun i Brasilien.   Den ligger i delstaten Paraná, i den södra delen av landet, 900 km sydväst om huvudstaden Brasília. Antalet invånare är 2 732.
Trakten runt Santo Antônio do Caiuá består i huvudsak av gräsmarker. Runt Santo Antônio do Caiuá är det glesbefolkat, med 18 invånare per kvadratkilometer.